# Laguna Yaxhá
A  Laguna Yaxhá  é um lago localizado no departamento de El Petén e município de El Petén, na Guatemala, cuja altitude é de 158 m acima do nível do mar.
Nesta laguna localiza-se um sítio arqueológico do Povo Maia que se estende desde uma ribeira que fornece água ao lago, até a cidade maia próxima, denominada Topoxté. O local estendeu-se por um grupo de três ilhas do lado poente da laguna e podem ser visitadas por turistas.